# Суперкуп Њемачке у фудбалу 2016.
Суперкуп Њемачке у фудбалу 2016. је била 17. сезона Суперкупа Њемачке и утакмица у којој су се састали Бајерн Минхен, шампион Будеслиге и освајач Купа Њемачке, и Борусија Дортмунд, вицешампион Будеслиге. Утакмица је одиграна на стадиону Сигнал Идуна парк у Дортмунду. Бајерн је славио резултатом 2:0 и освојио пету титулу првака Суперкупа, чиме се изједначио са Борусијом Дортмунд.

## Меч

### Детаљи
| Борусија Дортмунд | 0:2 | Бајерн Минхен         |
| ----------------- | --- | --------------------- |
|                   |     | Видал 58’ · Милер 79’ |

| Борусија Дортмунд | Бајерн Минхен |

| Победник Суперкупа Њемачке 2016. |
| -------------------------------- |
| Бајерн Минхен 5. титула          |